# Stemmiulus giffardi
Stemmiulus giffardi är en mångfotingart. Stemmiulus giffardi ingår i släktet Stemmiulus och familjen Stemmiulidae. Inga underarter finns listade i Catalogue of Life.